# Миронов, Олег Юрьевич
Оле́г Ю́рьевич Миро́нов (род. 5 марта 1993) — российский легкоатлет, специалист по барьерному бегу, бегу на короткие дистанции. Выступал на профессиональном уровне в 2011—2017 годах, победитель и призёр первенств всероссийского значения, участник чемпионата Европы в Цюрихе. Представлял Москву и Пермский край. Мастер спорта России.

## Биография
Олег Миронов родился 5 марта 1993 года. Занимался лёгкой атлетикой под руководством тренеров Т. Горбуновой, Т. П. Зеленцовой.
Впервые заявил о себе в сезоне 2011 года, когда на Кубке России в Ерино занял пятое место в беге на 400 метров с барьерами.
В 2012 году в 400-метровом барьерном беге одержал победу на юниорском Кубке России в Краснодаре и на юниорском всероссийском первенстве в Чебоксарах. Попав в состав российской сборной, выступил на юниорском мировом первенстве в Барселоне.
В 2013 году помимо прочего победил на молодёжном первенстве Москвы, стал серебряным призёром на молодёжном всероссийском первенстве в Чебоксарах, дошёл до стадии полуфиналов на молодёжном европейском первенстве в Тампере.
На чемпионате России 2014 года в Казани завоевал бронзовую награду в беге на 400 метров с барьерами. Благодаря этому успешному выступлению удостоился права защищать честь страны на чемпионате Европы в Цюрихе, где в той же дисциплине дошёл до полуфинала.
В 2015 году победил на командном чемпионате России в Сочи и на чемпионате Москвы, финишировал четвёртым на молодёжном европейском первенстве в Таллине и седьмым на чемпионате России в Чебоксарах.
В 2016 году был пятым на командном чемпионате России в Сочи и шестым на чемпионате России в Чебоксарах, получил серебро на Мемориале Куца в Москве.
В 2017 году стал вторым на командном чемпионате России в Сочи, четвёртым на Мемориале братьев Знаменских в Жуковском, с личным рекордом 49,79 занял второе место на Кубке России в Ерино. На чемпионате России в Жуковском взял бронзу в беге на 400 метров с барьерами и с командой Пермского края получил серебро в эстафете 4 × 400 метров.
В 2018 году в дисциплине 400 метров показал пятый результат на турнире «Русская зима» в Москве, в эстафете 4 × 400 метров завоевал бронзовую награду на зимнем чемпионате России в Москве. Летом в 400-метровом барьерном беге выиграл бронзовые медали на Мемориале Знаменских в Жуковском и на чемпионате Москвы, выступил на чемпионате России в Казани. По окончании сезона завершил спортивную карьеру.